# Cyphomyrmex dixus
Cyphomyrmex dixus é uma espécie de inseto do gênero Cyphomyrmex, pertencente à família Formicidae.